# Hiärneit
Hiärneit är ett rött tetragonalt mineral. Det är det första mineral man känner till som innehåller båda grundämnena zirkonium och antimon. Man kan hitta hiärneit i ett material som till största delen består av finkornig flogopit. Namnet har mineralet fått efter Urban Hiärne (1641-1724) som var en läkare, kemist och pionjär inom svensk geologi. Man kan hitta hiärneit i Långban i östra Värmland. Hiärneit är isostrukturell med calzirtit Ca2Zr5Ti2O16. Hiärneit finns sparsamt i skarn efter omvandling i en miljö med hög syreaktivitet och låg kiselhalt.